# Moneda de oro
Las monedas de oro son monedas hechas total o parcialmente de oro. El oro es un metal que se ha utilizado durante mucho tiempo como símbolo de riqueza y estatus; en la actualidad existen aún muchas monedas de oro de curso legal o utilizadas como inversión. No obstante, como moneda de curso legal son imprácticas dado que su valor facial es siempre muy inferior a su valor al peso y se trata más bien de piezas de coleccionismo. La única función práctica real de las monedas de oro es el almacenamiento de riqueza o la inversión por su valor en oro.
A diferencia de los lingotes o barras, normalmente fabricados en oro puro al 99,99% (24 quilates) y cuyo valor coincide con su peso, las monedas de oro suelen tener una ley variable a partir del 91,67% (22 quilates.) Este es el caso, por ejemplo, del conocido krugerrand sudafricano, el águila americana estadounidense o el soberano británico. Sólo algunas como la hoja de arce canadiense, la filarmónica austríaca o el nugget australiano tienen una ley de 24 quilates (oro puro), mientras que el panda chino o el San Jorge victorioso ruso se aproximan con su pureza del 99,9%. Otras dependen de la época de emisión, como la Britannia, que a partir de 2012 cambió de 22 a 24 quilates. 
Todas ellas pueden tener además un coste adicional para el comprador debido a su valor numismático, susceptible de variar al alza o a la baja con el tiempo. Por ejemplo, la vreneli suiza sólo tiene una pureza del 90% (menos de 22 quilates) pero su valor numismático es elevado debido a su antigüedad y rareza. Por todo ello, inversores profesionales como los bancos centrales y otros operadores prefieren usar lingotes o barras con su ley y valor estándar frente a la mayor variabilidad e incertidumbre de las monedas.

## Ejemplos

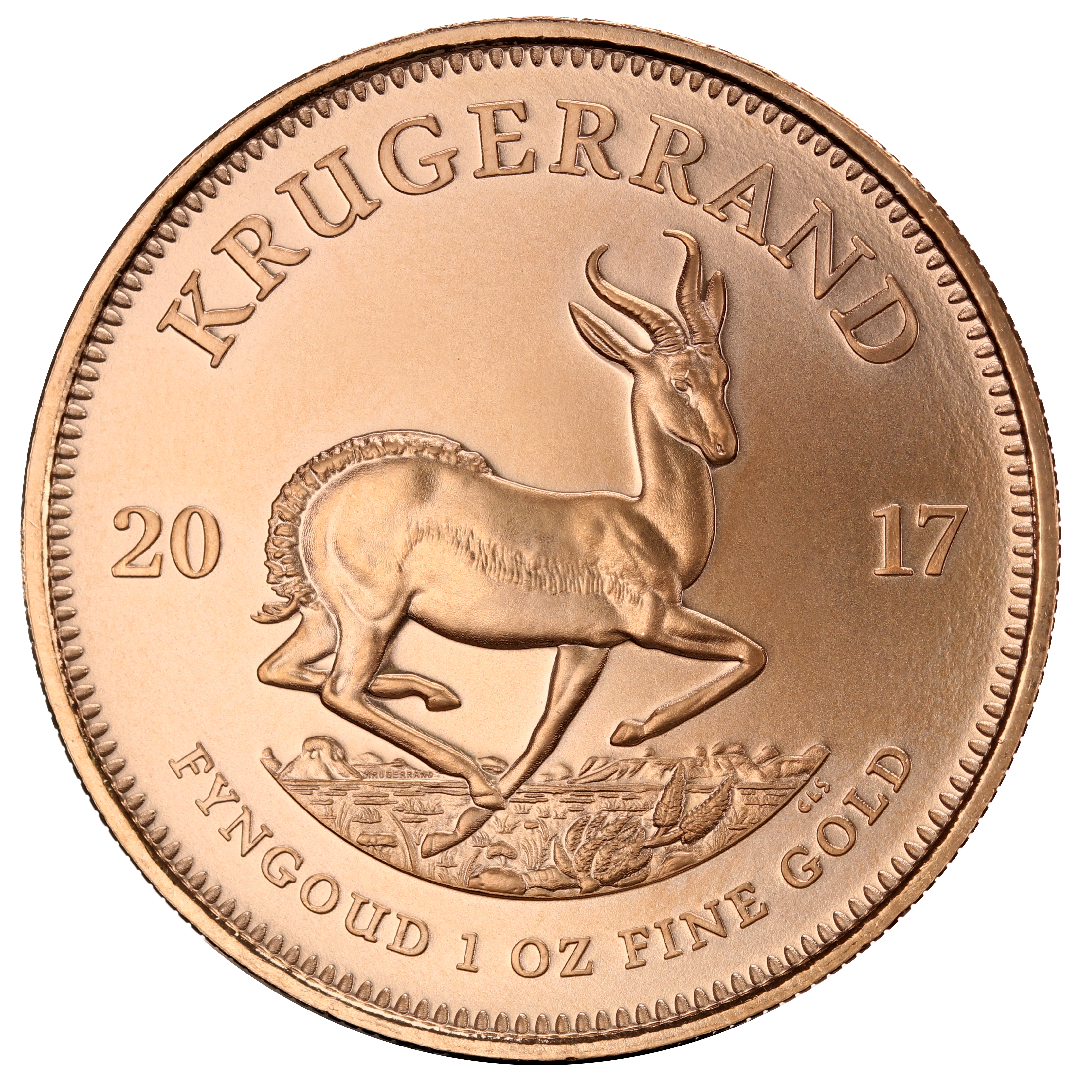
Krugerrand de 2017
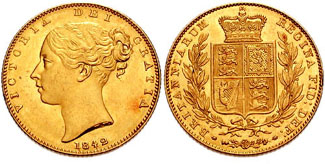
Un Soberano de Oro de  1842
Reverso de un Soberano de Oro de 1899
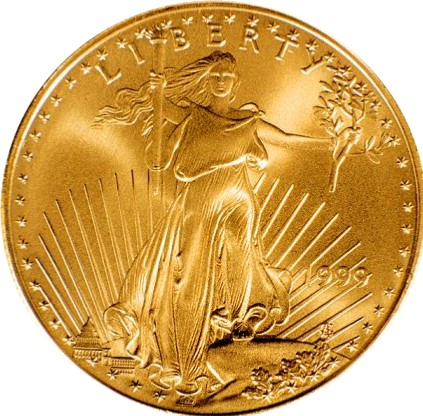
Águila estadounidense de 1999
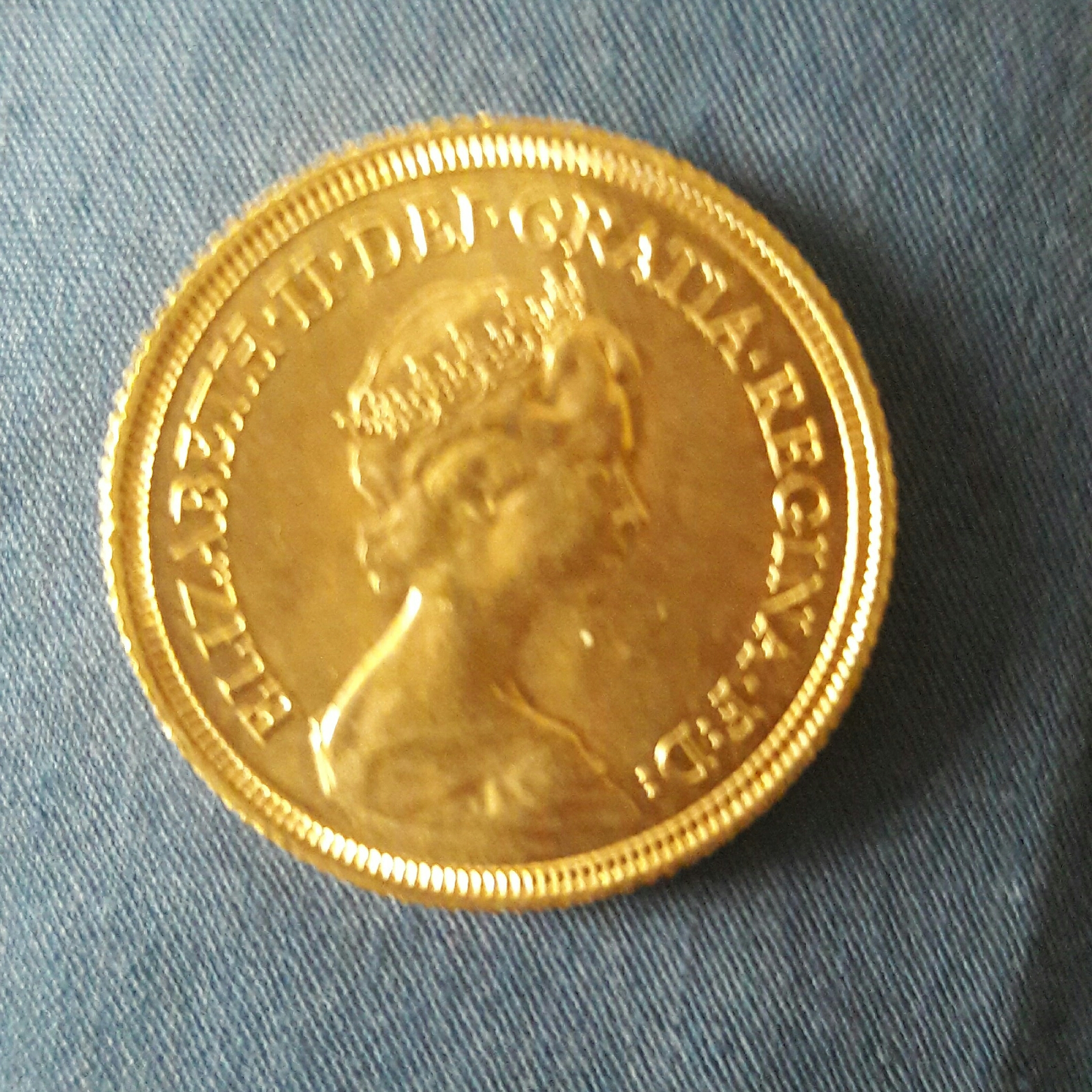
Isabel II

Muestas de Soberano de Oro
Otras monedas corrientes:
- Soberano de Oro
- Filarmónica Austríaca
- Britannia Britanica
- Panda Chino
- Dinar de oro
- San Jorge victorioso Ruso
- Chervonets Rusos
- Vreneli Suiza